# Pustkovec
Pustkovec je od 24. listopadu 1990 městským obvodem statutárního města Ostravy o rozloze 106,95 hektarů, která ho činí nejmenším městským obvodem v Ostravě.

## Název
Základem místního názvu bylo osobní jméno Pustek, což byla domácká podoba jména Pustimír. Význam místního jména byl "Pustkův majetek". Podoba Pustkovec může být zdrobnělina staršího (písemně nedoloženého) Pustkov, je nicméně též možné, že místní jméno bylo rovnou vytvořeno příponou -ovec, což bylo v lašské oblasti časté.

## Historie

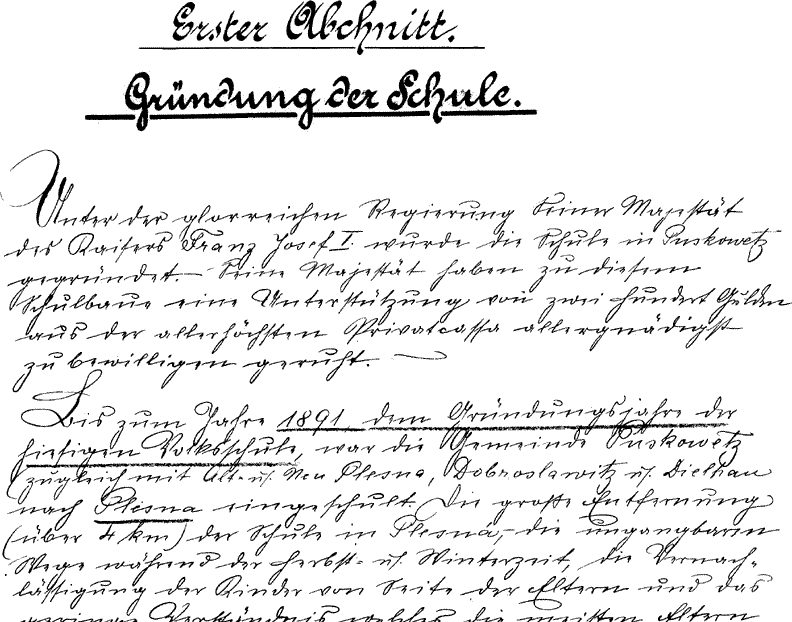
Informace o založení školy

První písemná zmínka o obci pochází z roku 1377 (Puskowicz), samotná obec byla založena na přelomu 13. a 14. století. Původně byla rozdělena na dvě části, avšak roku 1447 ji rytíř Jindřich z Děhylova se svou manželkou Kateřinou sjednotil.
V obecním znaku najdeme vyobrazení anděla, které zřejmě souvisí s výstavbou Kaple Andělů Strážných v roce 1882. Ta byla roku 1949 vyzdobena malbami známého malíře Valentina Držkovice a později rekonstruována.
Povolení ke stavbě vlastní školy získala obec 19. ledna 1890. Základní kámen byl slavnostně položen 23. května 1890 a o rok později v červenci byla nová školní budova dostavěna. Od 6. září 1891 tak pustkovečtí žáci nemuseli docházet do Plesné jako doposud.
Obec byla během druhé světové války osvobozena Rudou armádou dne 28. dubna 1945.
Dne 6. prosince 1998 vysvětil biskup František Lobkowicz kostel zasvěcený sv. Cyrilovi a Metodějovi. Ten má půdorys rovnoramenného kříže a je vysoký 12 metrů. Ve 24metrové zvonici, která je netradičně umístěna vedle kostela, jsou tři zvony.

## Pamětihodnosti
- Nachází se zde nejstarší ostravská hospoda, a to starý zájezdní hostinec U Zlatého lva, založený roku již 1769.[3]
- Pustkovecký bludný balvan
- Lípa Petra Bezruče a bludný balvan v Pustkovci
- Pomník obětem 2. světové války v Pustkovci vytvořený z bludných balvanů.
- Pomník obětem 1. světové války

## Symboly
Znak a prapor byly uděleny usnesením Rady města Ostravy číslo 3581/90 ze 04.10.1994.
Znak
V modrém štítě na zeleném trávníku zlatovlasý stříbrný anděl se zlatými křídly držící v levici před sebou na jednom zeleném stonku pět červených květů.
Prapor
Modrý list s andělem ze znaku.

## Galerie

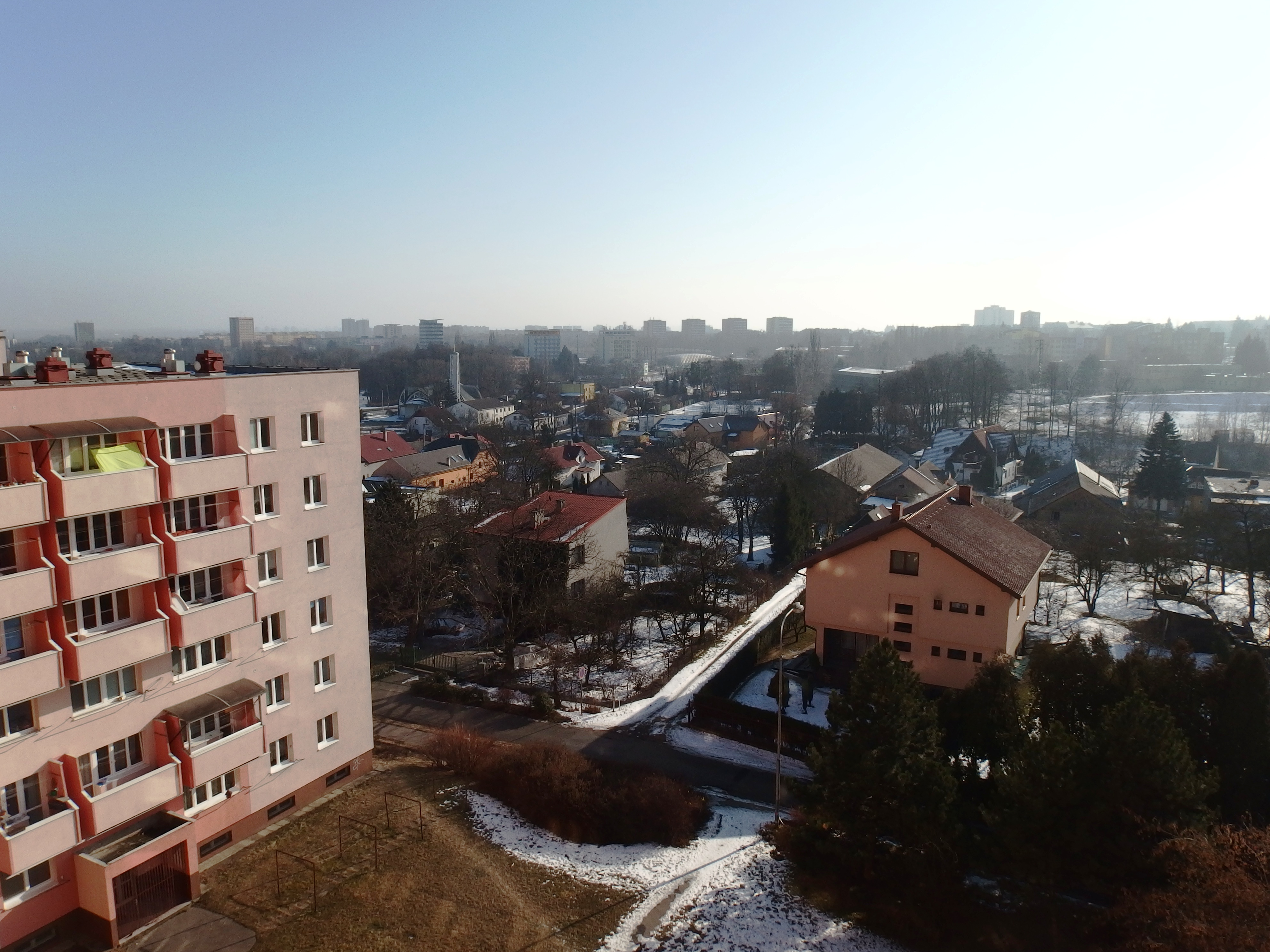
Ostrava - Pustkovec
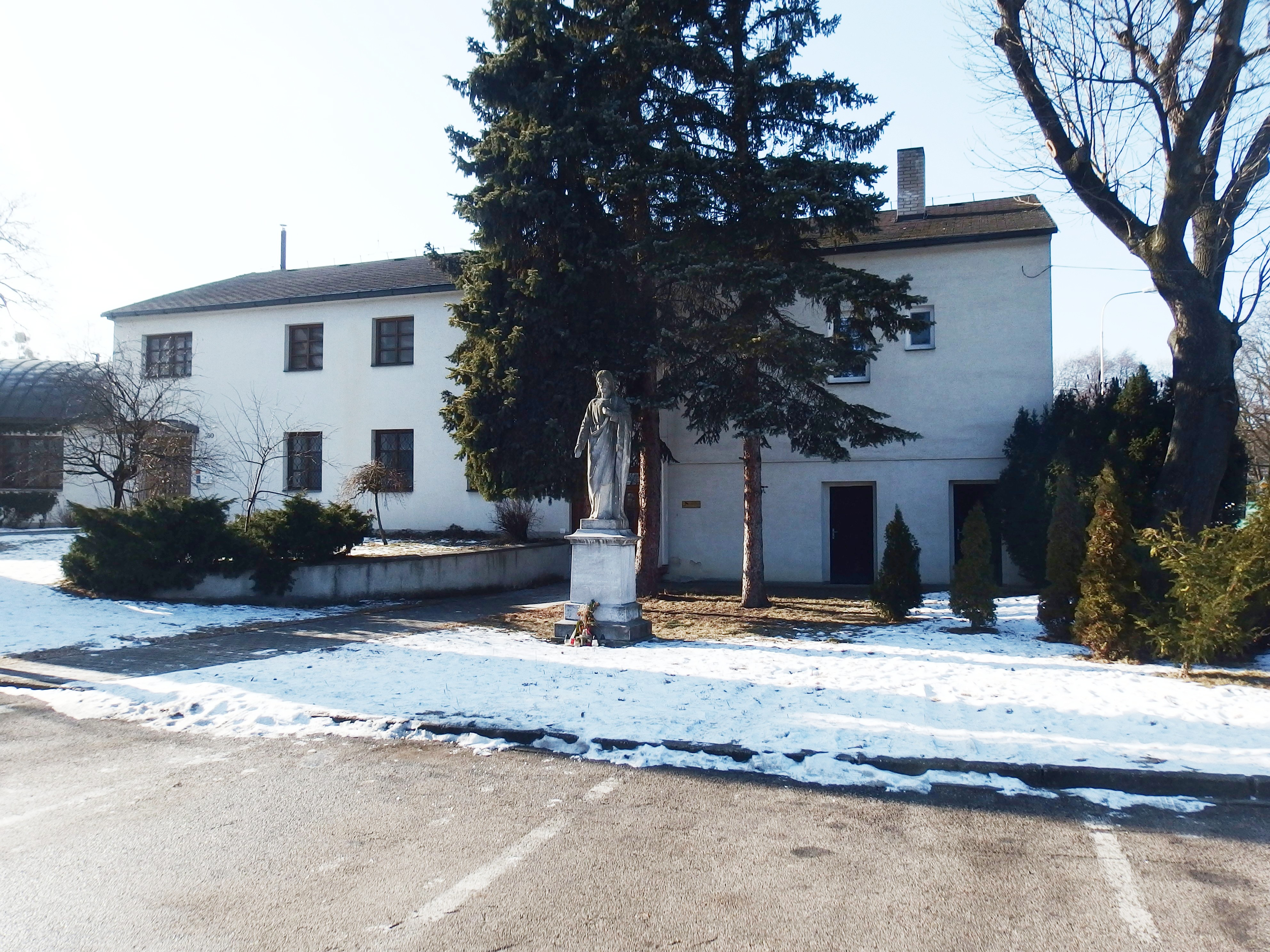
Tamější fara, Pustkovec
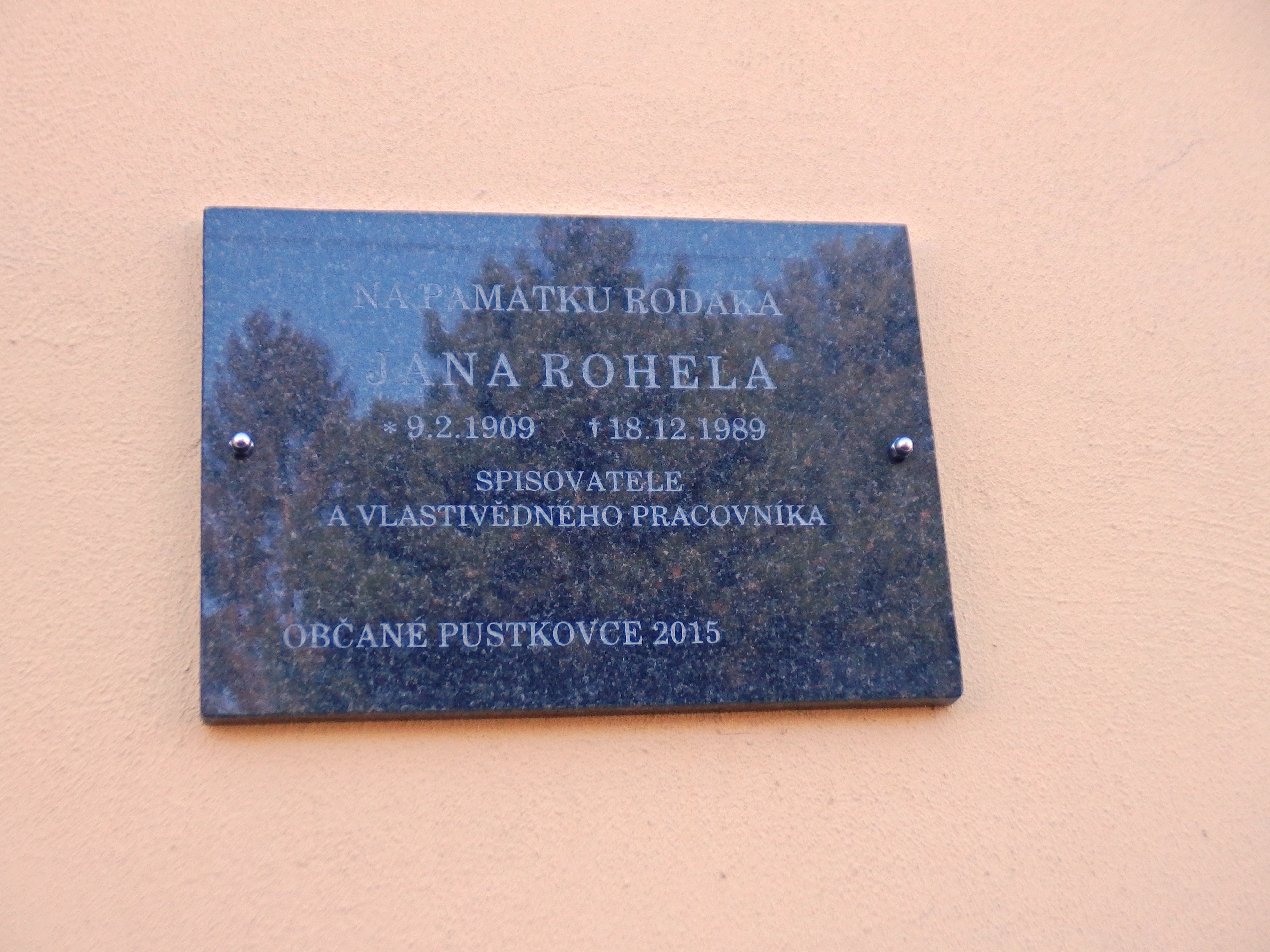
Pamětní deska, upomínající na Jana Rohela, v Pustkovci
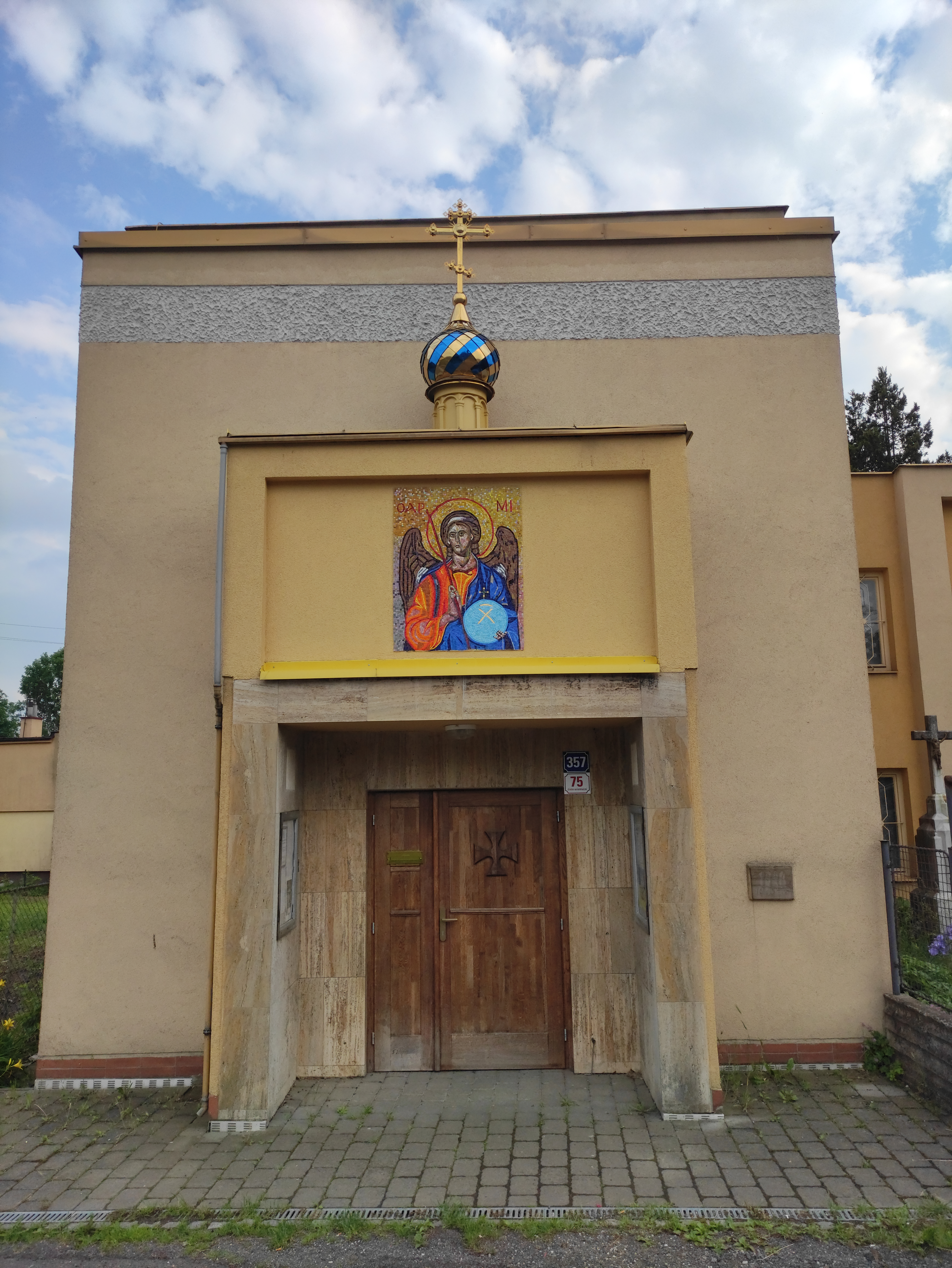
Kaple Andělů Strážných